# 花柳凜
花柳 凜（はなやぎ りん、1990年7月3日 - ）は　日本の舞踊家、演出家、脚本家

## 経歴
花柳流師範。曾祖母花柳寿花の代から続く日本舞踊家の家系。祖父は花柳稔。父は元歌舞伎役者の花柳寿宗、役者時代の芸名は市川男女二郎、四代目市川左團次の弟子であった。母は舞踊師範の花柳稔芳野。

幼少期より祖父に師事し、その後両親に師事。2006年から花柳 凜を名乗る。
初舞台は2歳半、国立劇場にて。
21歳で師範免許取得。
2016年には脚本家としても執筆を開始。

日本テレビの特番、好きになった人では、坂上忍に告白され、断った。
大の動物好きで知られ、一人で動物園に通い一日過ごしたり、野良猫を何匹も保護しては里親に出し、自身も4匹の保護猫と暮らしている。

## 出演
- サカナクション 夜の踊り子MV
- ぶるぺん
- ミュージックステーション
- Sony サイバーショットRX1 ウェブムービー
- 日本テレビ 好きになった人10
- 日本テレビ さんま岡村の男ってバカね
- J-WAVE PRIME FACTOR - HIT TREAD THE TREND
- J-WAVE AVALON - 火曜日担当アシスタント
- ANA機内ムービー　道
- SUNTORY　六　コマーシャル
- THE ORAL CIGARETTES Color Tokyo MV
- フジテレビ　1Hセンス
- フジテレビ　My Routine〜太陽と星空の時間〜